# Sembongin
Sembongin is een bestuurslaag in het regentschap Blora van de provincie Midden-Java, Indonesië. Sembongin telt 1697 inwoners (volkstelling 2010).